# Gasselte

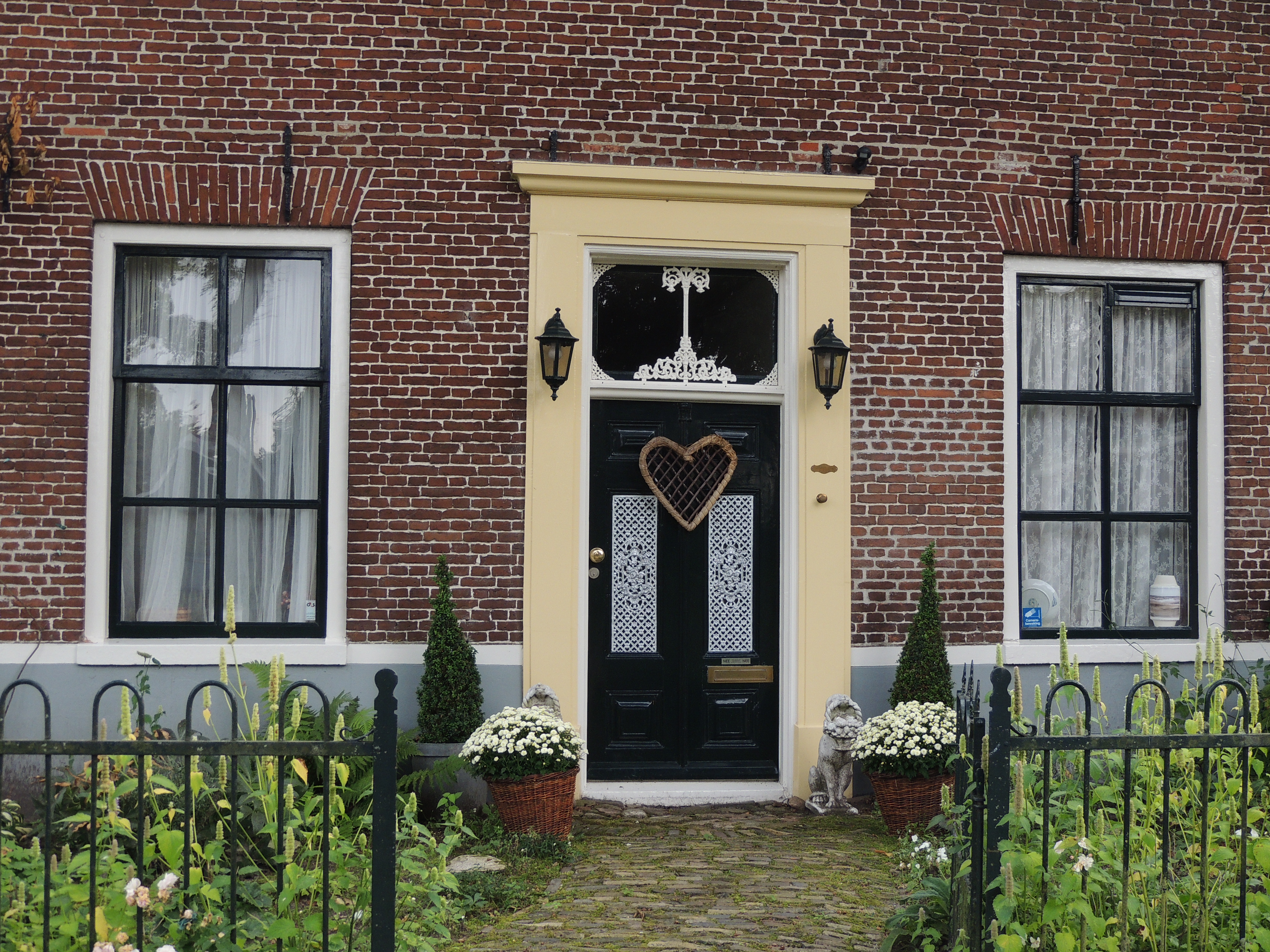
Gasselte: edificio nella Kerkstraat

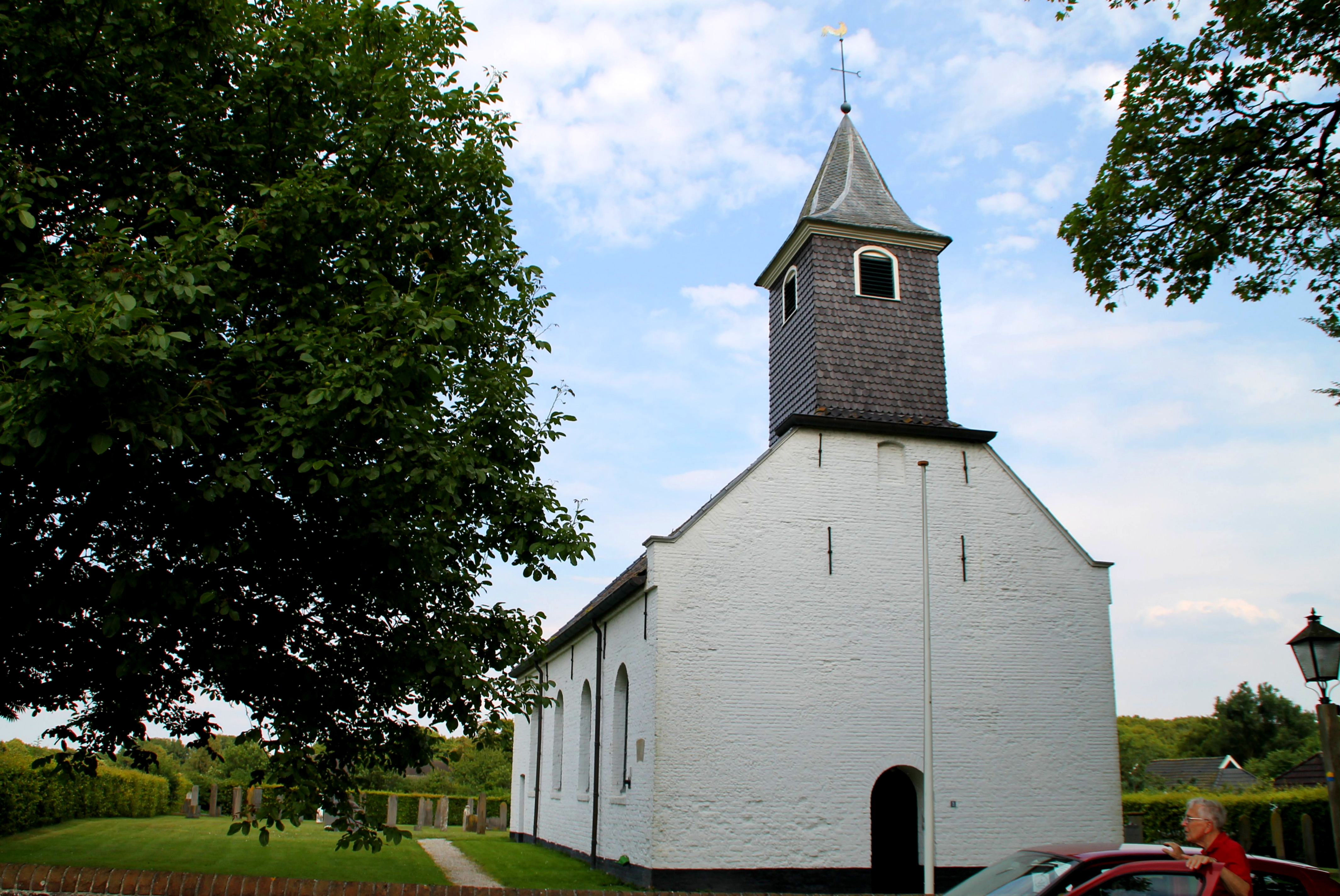
Gasselte: la chiesa di Santa Maria

Gasselte (in Drèents: Gasselt) è un villaggio di circa 1.800 abitanti del nord-est dei Paesi Bassi, facente parte della provincia di Drenthe e situato lungo la Hondsrug, al confine con la Germania. Dal punto di vista amministrativo, si tratta di un ex-comune (con capoluogo Gasselternijveen), dal 1998 inglobato nella nuova municipalità di Aa en Hunze.

## Geografia fisica
Gasselte si trova nella parte nord-orientale della provincia del Drenthe, a nord di Borger e tra Gieten e Nieuw-Buinen (rispettivamente a sud/sud-est della prima e a nord-ovest della seconda).

## Storia

### Origini
I primi insediamenti nella zona in cui sorge Gasselte risalgono ad un periodo compreso tra il IX e il XII secolo, anche se è probabile che la zona fosse abitata già in epoca preistorica. In particolare, alcuni reperti (come una fibula e un bracciale) rinvenuti nel 1887, collocano i primi insediamenti tra il VI e il VII secolo.
La cittadina è tuttavia menzionata per la prima volta in un documento del 1302, in cui è citato un certo Jacob te Gesholte.

### XX secolo
Nell'ottobre del 1944 entrarono a Gasselte le truppe dell'N.S.K.K., ovvero l'esercito olandese che faceva da collegamento con le truppe tedesche. La cittadina fu liberata, assieme alle altre località della zona, il 7 aprile 1945, quando l'esercito francese si paracadutò nei boschi di Drenthe.

### Simboli
Nello stemma di Gasselte sono raffigurati un veliero a tre alberi del XVII secolo e la testa di un montone.
Il veliero rappresenta i viaggi in nave lungo il fiume Hunze che sono attestati a partire dal XIII secolo.

## Monumenti e luoghi d'interesse
Gasselte conta 5 edifici classificati come rijksmonumenten..

### Architetture religiose

#### Chiesa di Santa Maria
Principale edificio religioso di Gasselte è la chiesa di Santa Maria, eretta nella seconda metà del XIII secolo, ma ampliata nel 1362, con l'aggiunta di un secondo altare, e nel 1787, con l'aggiunta del campanile che sostituì la torre dell'orologio del 1602.

### Architetture civili
Altro edificio d'interesse è un mulino a vento risalente al 1630 circa. 

### Sculture

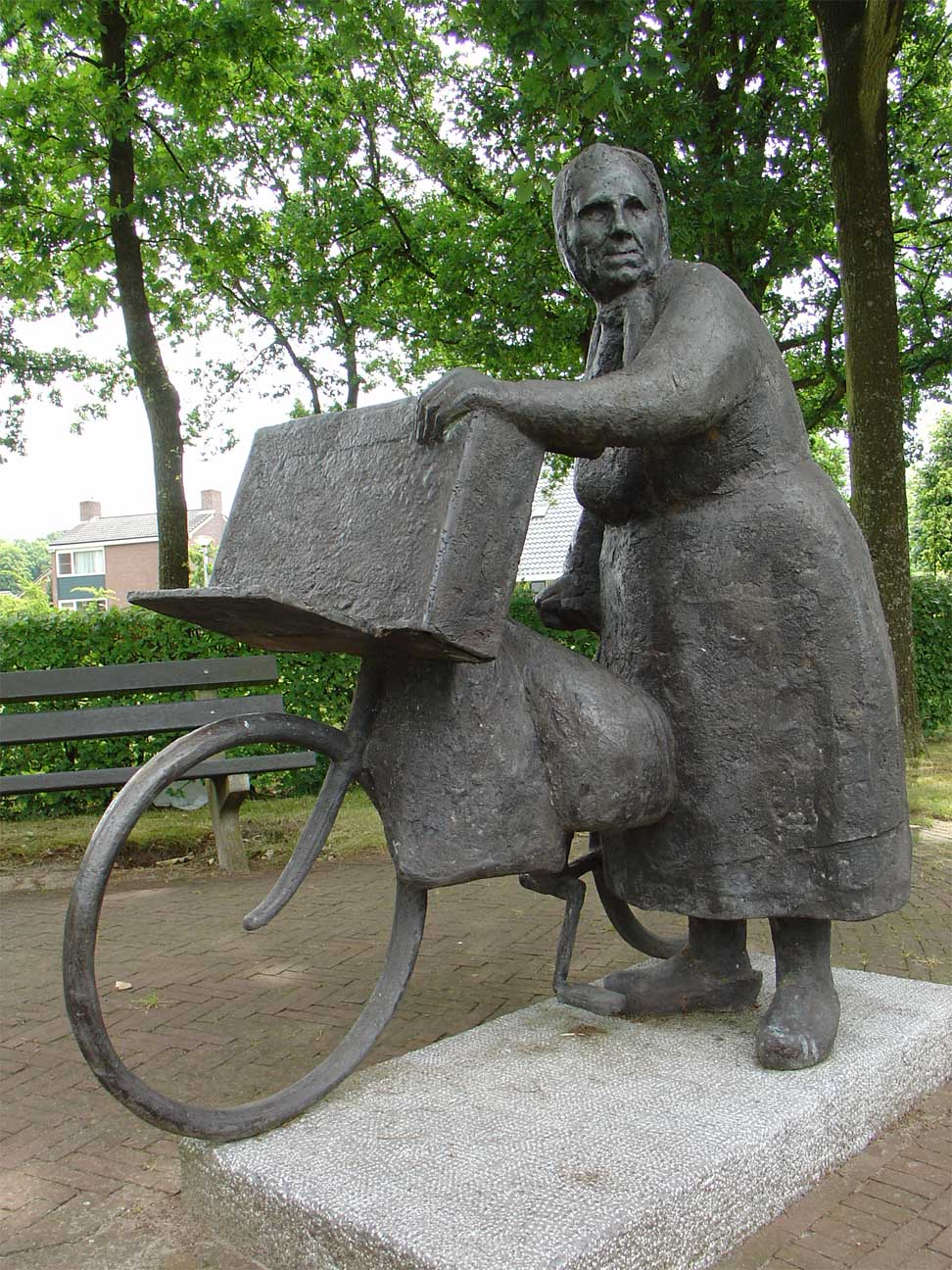
Gasselte: la scultura dedicata a Wemeltje Kruit

Tra i monumenti di Gasselte figura inoltre la scultura realizzata da Bert Kiewiet nella Kerkstraat e raffigurante Wemeltje Kruit (1887-1963), una mercante che girava in bicicletta per la città da una fattoria all'altra.

## Società

### Evoluzione demografica
Al censimento del 1º gennaio 2016, il villaggio di Gasselte contava una popolazione pari a 1.835 abitanti.

## Cultura

### Media
- La località è menzionata in una poesia di Gerard Nijenhuis dedicata a Wemeltje Kruit[5]